# Milton (hrabstwo Strafford)
Milton – jednostka osadnicza w Stanach Zjednoczonych, w stanie New Hampshire, w hrabstwie Strafford.